# Unsere Liebe Frau von Thierenbach
Koordinaten: 47° 52′ 53″ N, 7° 11′ 20″ O

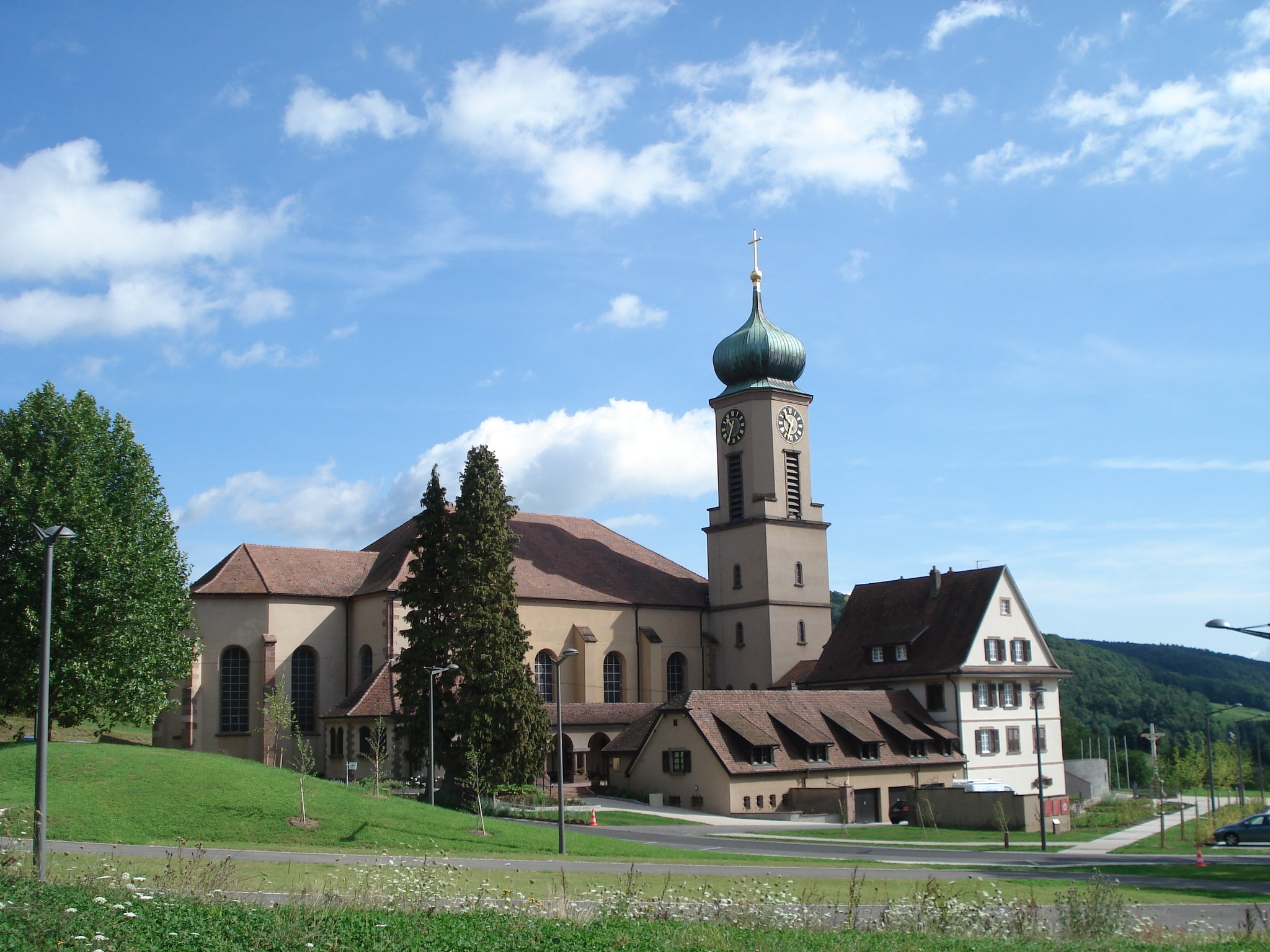
Ansicht der Wallfahrtskirche von Süden …

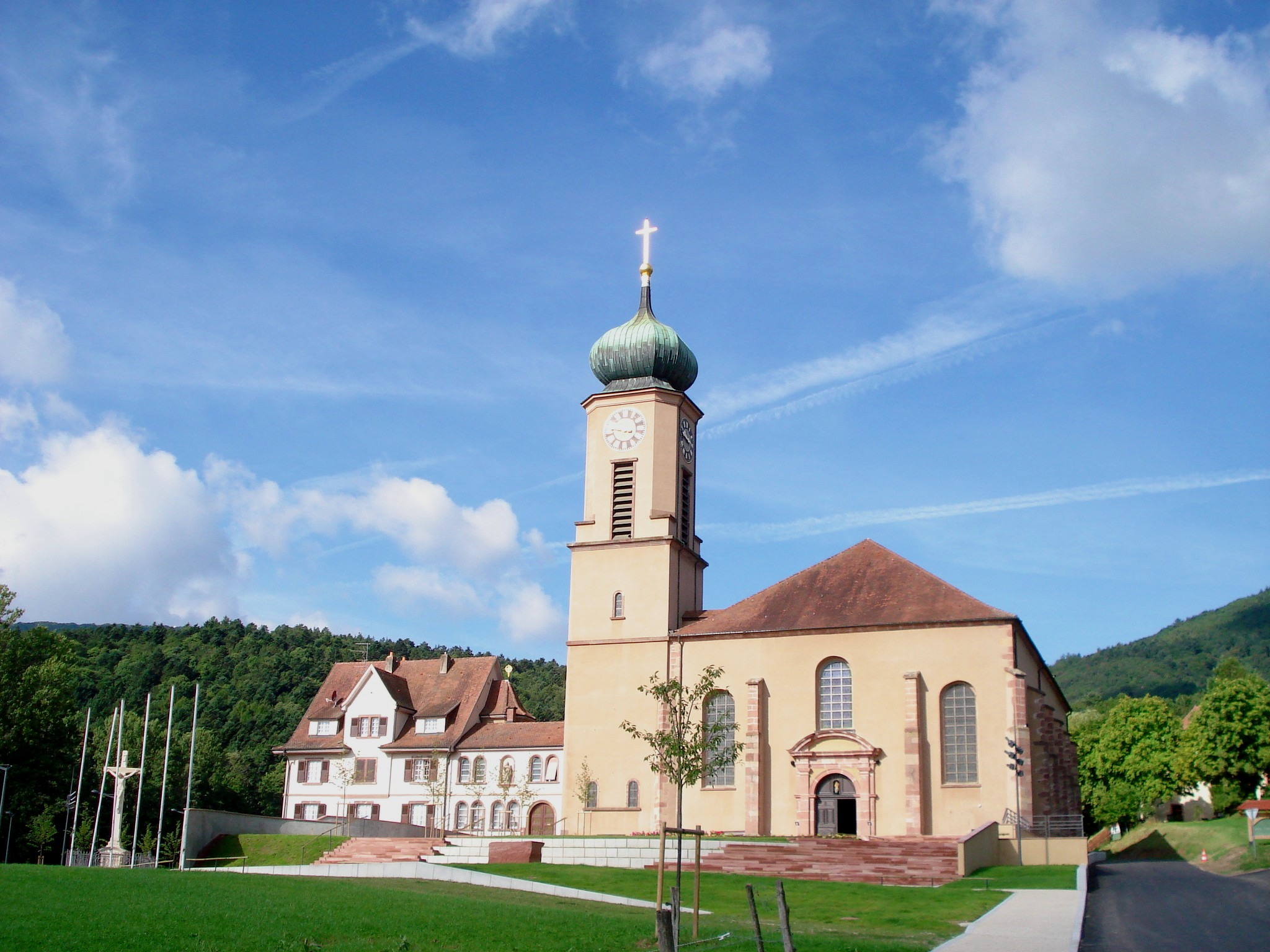
… und von Osten

Unsere Liebe Frau von Thierenbach (französisch Notre-Dame de Thierenbach) gehört zu den bedeutendsten Wallfahrtsorten des Elsass. Sie befindet sich auf dem Gemeindegebiet von Jungholtz im Département Haut-Rhin. Der Ort liegt am elsässischen Jakobsweg, der von Weißenburg/Wissembourg nach Belfort verläuft.
Die Kirche wurde 1936 zur Basilica minor erhoben. Seit 1982 steht sie, abgesehen vom Turm, als Monument historique unter Denkmalschutz.

## Geschichte
Das heutige Bauwerk wurde im Jahr 1723 vollendet. Der seitliche Kirchturm wurde 1930–1932 erbaut. Daneben steht das Pfarrhaus an der Stelle des ehemaligen Klosters.

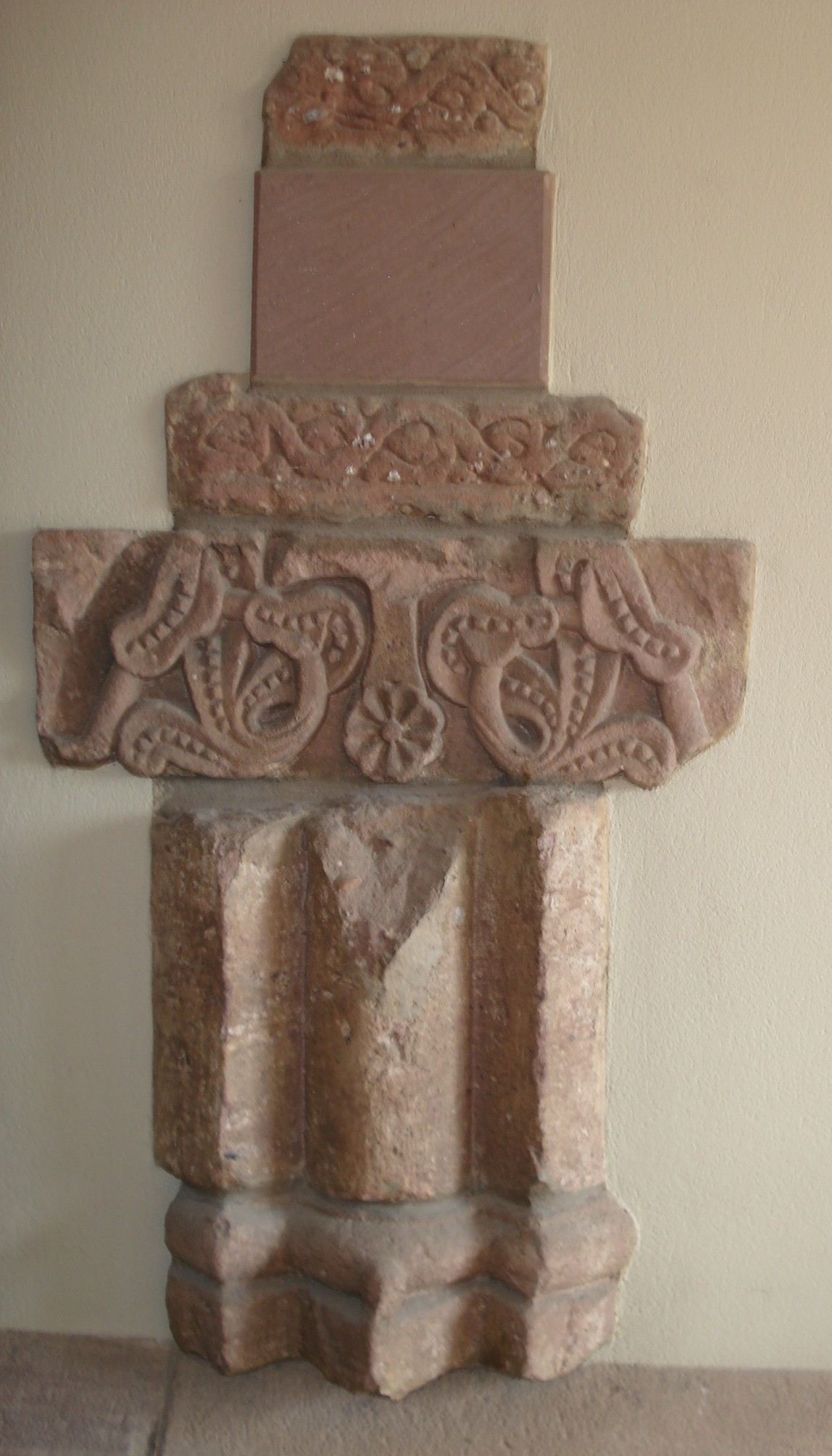
Erhaltene Skulpturen der romanischen Kirche aus dem 12. Jahrhundert (unter dem Eingang des Glockenturms eingebaut)

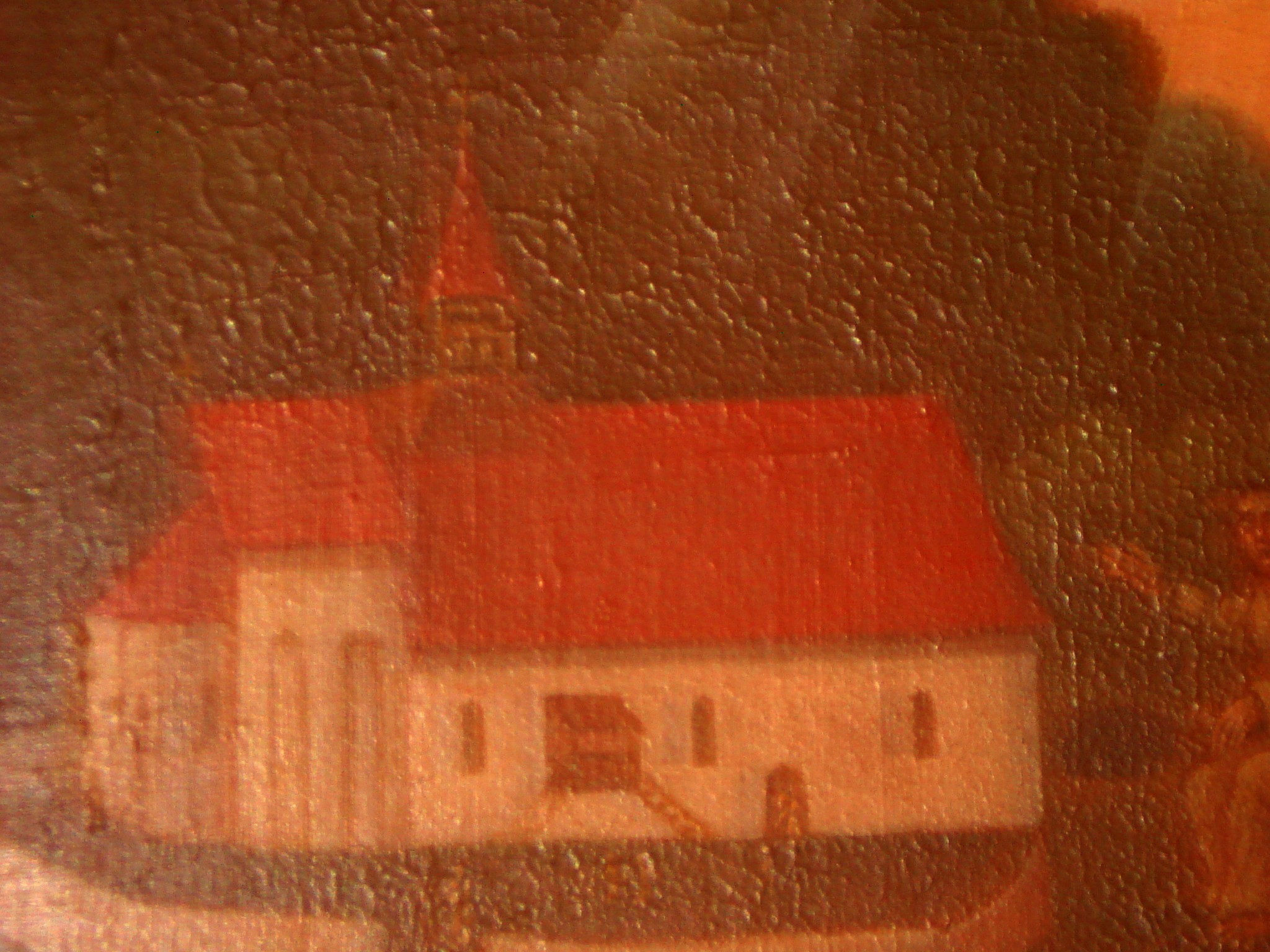
Votivbild der Gemeinde Sulz (1680): Detail des ehemaligen Priorats

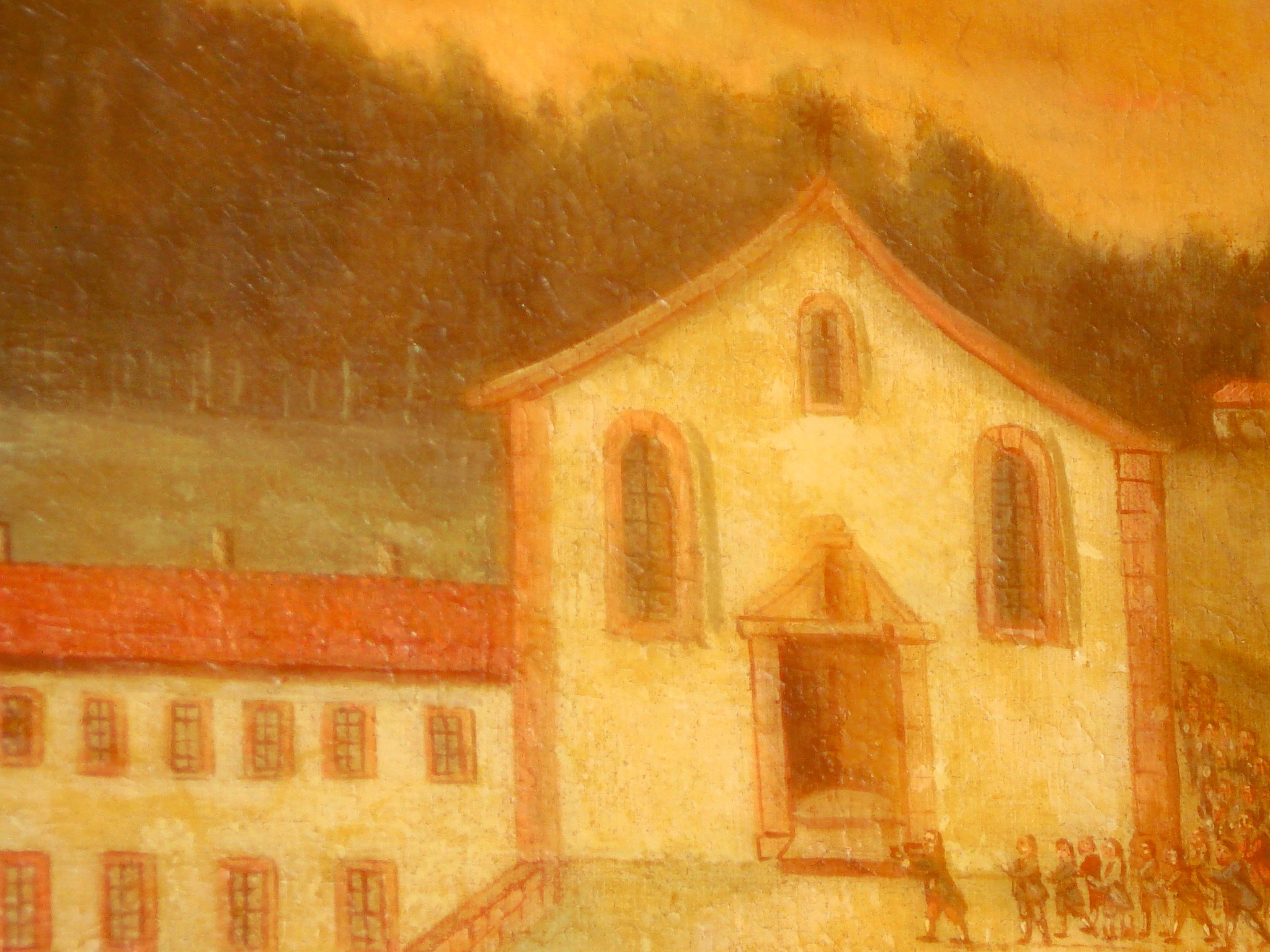
Darstellung des Priorats anno 1797 auf dem Votivbild der Gemeinde Wattwiller

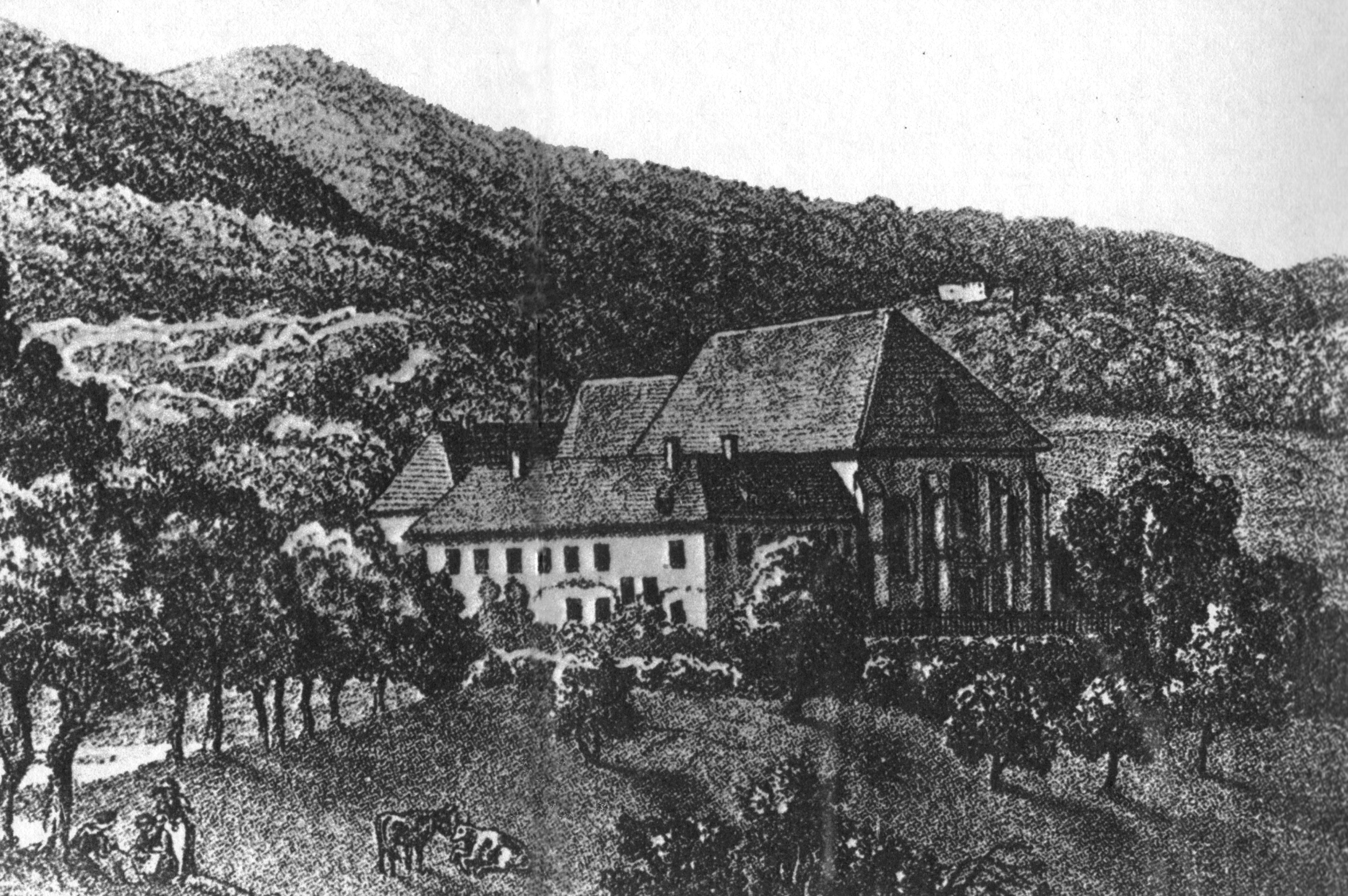
Lichtbild des Priorats, vor der Feuersbrunst von 1884

Bevor die heutige Kirche, der Glockenturm und das Pfarrhaus errichtet wurden, gab es an dieser Stelle eine Priorei, deren Gründung auf die erste Hälfte des 12. Jahrhunderts zurückgeht. Zu jener Zeit wurden in der Umgebung mehrere cluniazensischen Prioreien (Basel 1097, Altkirch 1105, Feldbach 1144) gegründet. Der Stifter der zisterziensischen Abtei Pairis bei Orbey, Ulrich von Eguisheim, wird auch für den Gründer der Priorei zu Thierenbach gehalten. Schriften der Abtei Cluny belegen, dass Thierenbach über mehrere Jahrhunderte von der burgundischen Abtei abhängig war. Mehrmals kam die kleine Mönchsgemeinschaft in große Bedrängnis: ärmliche Lebensbedingungen, zeitweilige Verschuldung, Verwüstungen durch Kriege. Das 13. und 14. Jahrhundert hindurch führten die Mönche unter der Regel des Benediktinerordens ein einfaches, frommes Leben. Das Priorat zählte in seiner Blütezeit etwa zehn bis fünfzehn Mönche, manchmal waren es auch weniger.
Sichere Belege beweisen, dass ab dem 15. Jahrhundert hierher gepilgert wurde. Manche Behauptungen legen den Anfang der Wallfahrt auf das 12. Jahrhundert, in Zusammenhang mit der Wunderheilung eines Adeligen. Der Überlieferung nach soll diese Stätte schon im 8. Jahrhundert von Pilgern aufgesucht worden sein. Dies könnte mit der Gründung der naheliegenden Abtei Murbach im Jahr 727 zusammenhängen, deren Mönche nach und nach zahlreiche Rodungen und Stellen zur und Glaubensverkündigung in ihrer Umgebung anlegten. Wie es auch gewesen sein mag, wird die Geschichte der Vergangenheit Thierenbachs trotzdem erst ab 1130 fassbar.
Die letzten Ausgrabungen (1983) zeigten, dass die erste aus dem 12. Jahrhundert stammende Kirche im 15. Jahrhundert deutlich vergrößert wurde. Dies könnte einem Aufschwung der Pilgerzüge aus den naheliegenden Orten entsprechen, die bis zum Dreißigjährigen Krieg andauerten. 1642 wurden die Klostergebäude von schwedischen Truppen in Brand gesteckt und teilweise zerstört. Dadurch wurden auch Archive vernichtet. Die Mönche bemühten sich, das Kloster nach und nach wieder aufzubauen.

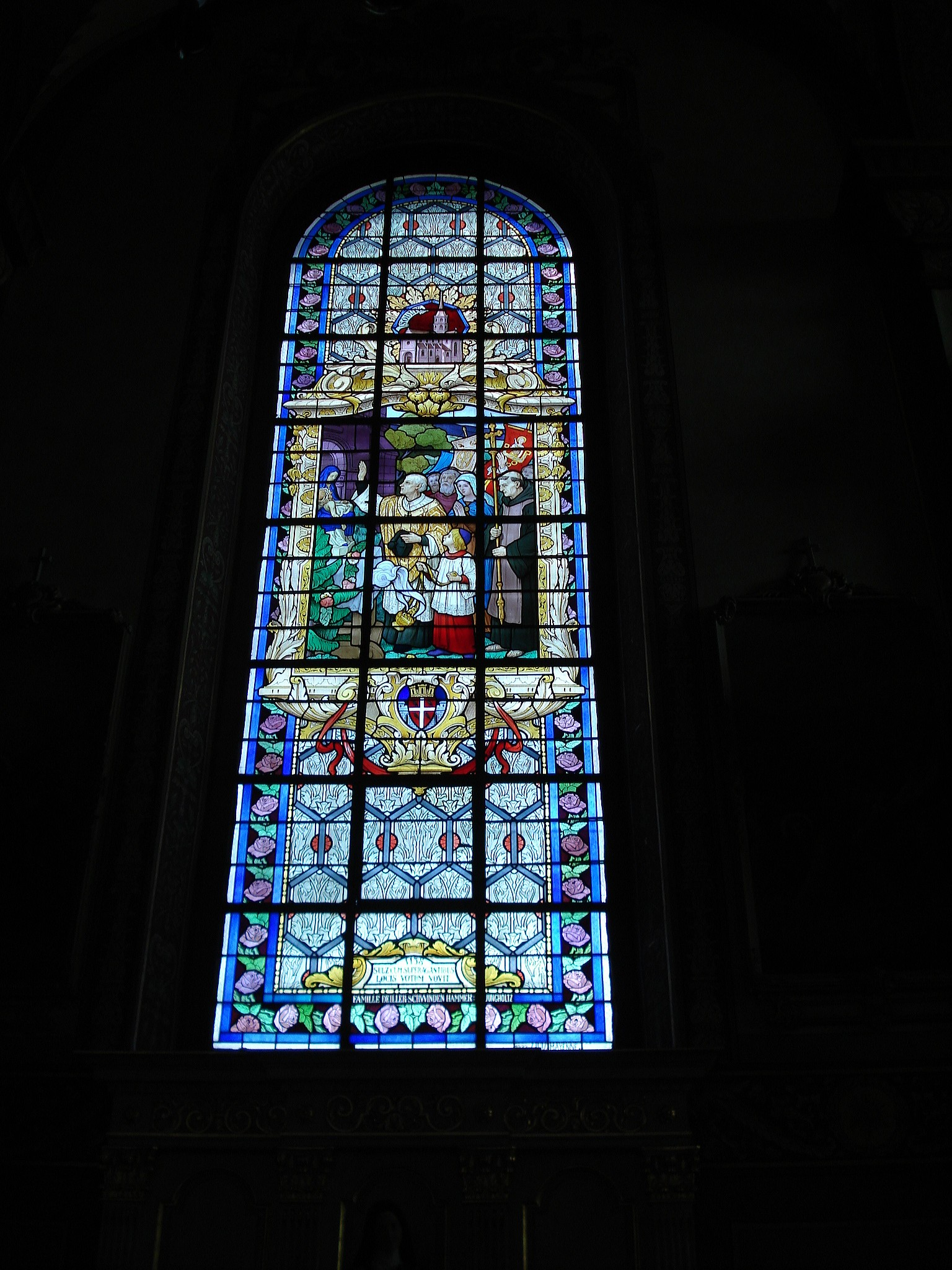
Fenster zur Erinnerung an die Gelübde (1138) der Gemeinde Soultz

Erst 1717 begann nach Plänen des Vorarlberger Baumeisters Peter Thumb die Errichtung der neuen Barockkirche, die sechs Jahre später vollendet war. Die Pilgerstätte bekam neuen Aufschwung und die kleine Mönchsgemeinschaft lebte weiter unter cluniazensischer Aufsicht. Die stürmische Zeit der französischen Revolution (1789–1801) führte dazu, dass die religiösen Güter enteignet und die Mönche vertrieben wurden. Dies war das Ende der Priorei.
Das von Napoleon 1801 geforderte Konkordat brachte wiederum friedliche Toleranz. Da Jungholtz nur ein kleiner Ortsteil der Stadt Soultz war, übernahm die Pfarrei von Soultz die Verwaltung der Pilgerstätte, bis das Dörfchen im Jahr 1880 zur eigenständigen Gemeinde wurde. Am 18. August 1884 zerstörte ein heftiger Brand das Klostergebäude und den Dachboden der Kirche. Kurz nach Abschluss der Renovierung begann der Erste Weltkrieg. Infolge ihrer Lage am Fuß des Hartmannswillerkopfs gerieten die Gebäude, wie alle umliegenden Dörfer, unter Beschuss; sie blieben jedoch einigermaßen verschont, so dass die Hauptaufgabe beim Wiederaufbau die Errichtung des schon lange geplanten Glockenturms war, der 1932 fertiggestellt wurde.
Zusätzlich kamen noch die Seitenkapelle und die Pilgergalerie hinzu. Eine vollständige Innenrenovierung wurde 1983 vorgenommen. Daran hatte der Kunstmaler Louis Wiederkehr aus Soultz einen großen Anteil. Zurzeit ist die Basilika „Unsere Liebe Frau von Thierenbach“ die bedeutendste Pilgerstätte des Oberelsass.
Ab 1983 wurde die der Basilika vollständig renoviert: das äußere Bauwerk, die Bedachungen, das innere Dekor, der Plattenbelag und das Mobiliar wurden instand gesetzt. Allmähliche und unvermeidbare Beschädigungen, sowohl am ästhetischen Anblick, als auch an der gefährdeten Standsicherheit des Bauwerks, machten nach 60 Jahren diese Instandsetzung notwendig. Mit dem Umbau des hochliegenden Vorplatzes waren 2010 alle notwendigen Arbeiten abgeschlossen.

## Außenansicht

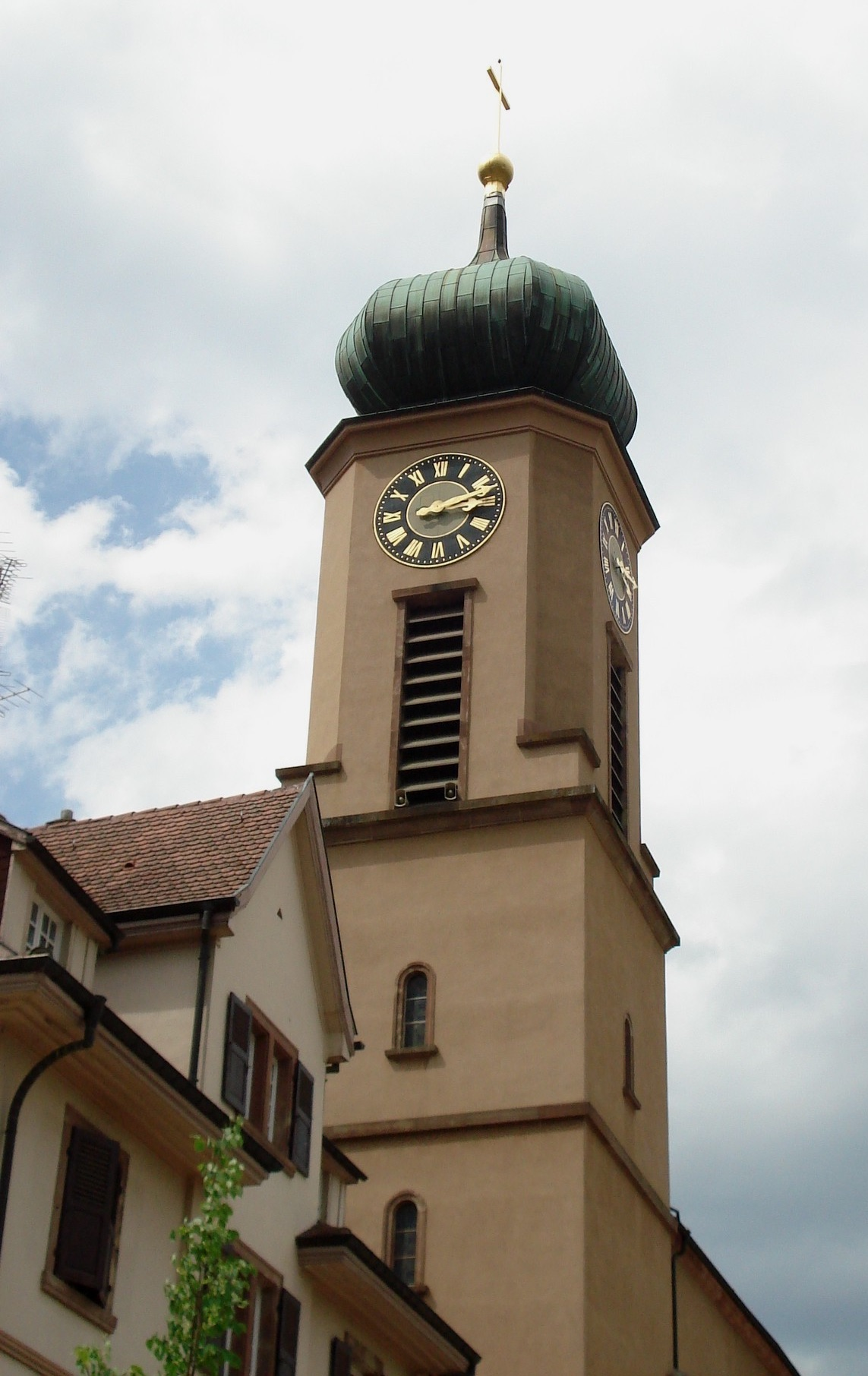
Glockenturm mit Zwiebelhaube

Seit 2010 hat sich das gesamte Umfeld der Basilika erheblich geändert: Der hochliegende Vorplatz wurde vollständig umgebaut und neu abgestuft. Auch ringsherum sind jetzt neue Parkplätze angelegt worden.
Das Hauptgebäude besteht aus drei Schiffen, die unter einem gemeinsamen Walmdach vereinigt sind und somit das Vorbild einer Hallenkirche darstellen. Der seitlich angebaute Glockenturm mit seiner kupfernen Zwiebelhaube und vergoldetem Gipfelkreuz ist wohl das bedeutendste Merkmal der Kirche, die wie ein Kleinod in die freundliche Landschaft eingebettet ist.
Wenn man zur Esplanade hinaufsteigt und den Vorplatz quert, kommt die Ostfassade zum Vorschein, insbesondere das Hauptportal mit seiner großen, kunstvoll geschnitzten Tür aus alter Eiche. Das Oberteil über den zwei Flügeln ähnelt einem Tympanon und trägt eine Nische, in der sich eine vielfarbige Marienfigur aus dem 18. Jahrhundert hervorhebt.
Auf der breiten Vortreppe ist der gewaltige Portalvorbau aus rotem Vogesensandstein der einzige dekorative Bauteil des Werks. Pilaster und Bordüren bilden eine schöne barocke Zusammensetzung. Ihr Gesims trägt einen Bogengiebel, unter dem sich eine eingehauene Inschrift über die gesamte Länge des Türsturzes erstreckt: VAS ADMIRABILE OPVS EXCELSI. Wenn man die elf hervorgehobenen römischen Buchstaben V D M I I L V X C L I addiert, ergibt sich das Baujahr der Vollendung des Gebäudes: 1723.

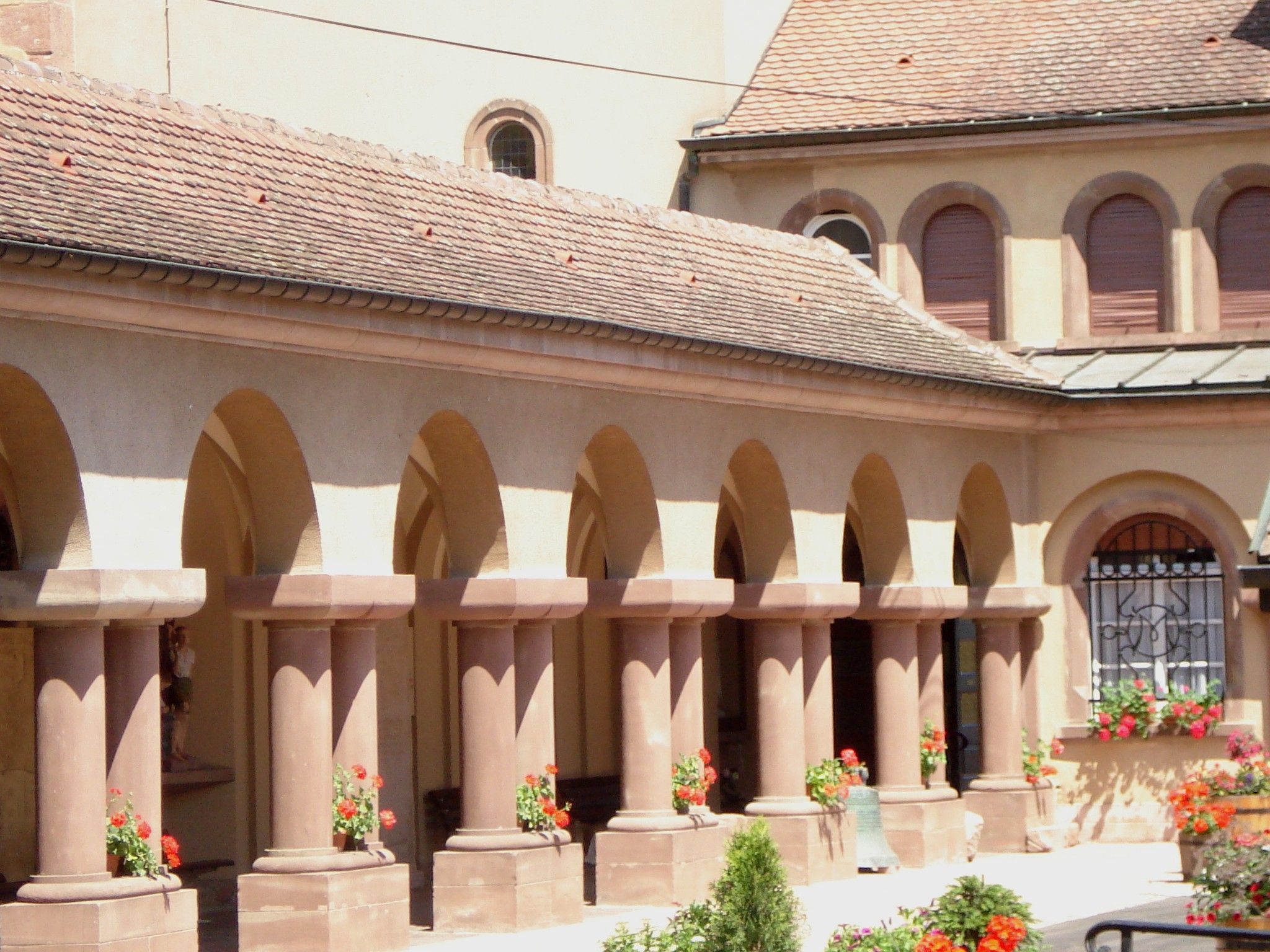
Blick auf Pilgergalerie

Der damalige Architekt Peter Thumb bevorzugte anscheinend für diese Kirche eine eher schlichte Architektur mit mäßigen Verzierungen, wohingegen er äußere Steinmetzarbeiten und reichlich Stuck an anderen seiner Werke wie in Tirol, Süddeutschland oder im elsässischen Ebersmünster förderte.
An der Südseite entlang, zwischen dem 1932 errichteten Glockenturm und der an den Chor angebauten Sakristei erstreckt sich die aus der Neuzeit (1950) stammende Pilgergalerie, die sowohl den romanischen Ursprung des Heiligtums, als auch das alte Kloster erwähnt. Einige Überreste dieser ursprünglichen Kirche sieht man neben dem Seiteneingang, sowie auch im hinteren Teil des Hauptschiffs, wo sie im Boden eingelassen sind.
Gegenüber der Galerie steht das Empfangsgebäude „Notre-Dame“, welches seine behaglichen Räumlichkeiten das Jahr hindurch für alle Wohltätigkeitsveranstaltungen anbietet.
Andere geschichtliche Andenken sind daneben vorhanden: der Antonius-Brunnen etwa 50 m hinter dem Chorhaupt, ein wohlgestalteter Bildstock von 1750 am Ufer des naheliegenden Teichs, und, unter der Galerie, einige sehr alten Grabsteine, die bei der Instandsetzung des Bodenbelags während der letzten Restaurierung aufgefunden wurden.

## Inneres

### Gesamteindruck

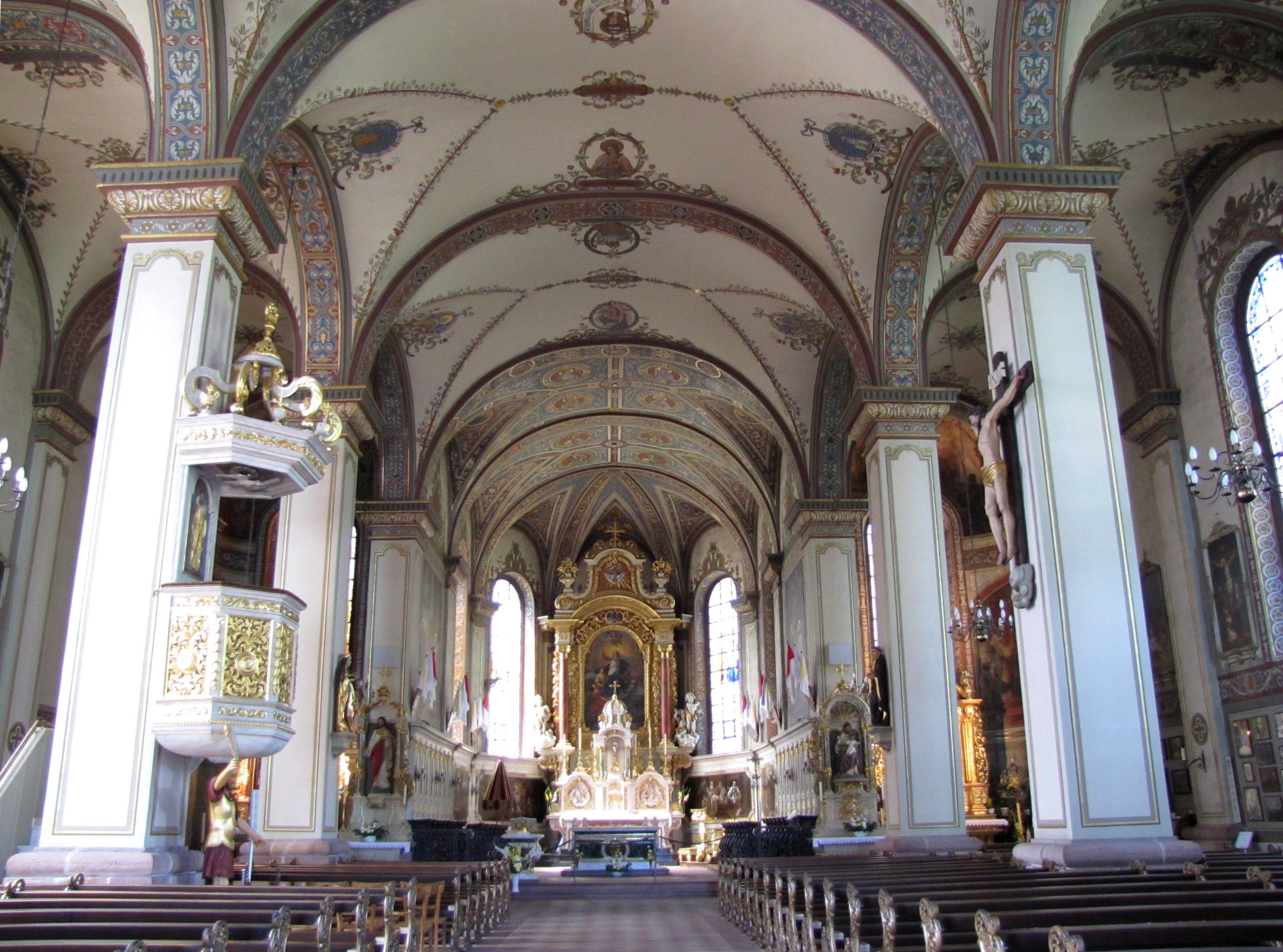
Blick zum Chor

Die acht Zentralsäulen tragen sicher und anmutig die massigen Kapitelle, auf denen Doppelbogen, mit bunten – rot, blau, gold als Grundtöne – symmetrischen Zierstreifen, aufliegen. Die zwei Reihen der viereckigen Träger strecken sich in der Fluchtlinie bis in den Chor hinein, wo sie sich in eingebauten Stützen umwandeln, um die drei Joche dieses Bauteils abzutrennen.
Das Gewölbe des Gebäudes ist ein korbbogenförmiges Kreuzgratgewölbe. Die fünf Joche des Hauptschiffs, dessen korbbogenförmige weit ausgespannte Decke eine freizügige Architektonik aufweist, sind beiderseits durch Nebenschiffe verdoppelt, die um die Hälfte schmäler, aber fast so hoch wie das Hauptschiff sind. Diese Aufschlüsselung der Flächen und Volumen ist ein Beitrag für den ausgeglichenen Gesamteffekt des dreißig Meter langen und zwanzig Meter breiten rechteckigen Gadenraums. Der Chor und seine in drei Wandflächen aufgeteilte Apsis bekommen durch vier große, kreisbogenförmige Fenster eine reichliche Belichtung.
Die Grate des Gewölbes sind mit feinem Pflanzendekor verziert. In den auf diese Art abgegrenzten Feldern, umrahmen sie verschiedene Zusammenstellungen von Arabesken und Kartuschen mit frommen Inschriften. Im Hauptschiff sind es größere Medaillons, in denen Brustbilder von Heiligen zu erkennen sind, welche sich auf die Geschichte des Orts beziehen. Das Chorgewölbe zeigt auf dunkelblauem Hintergrund eine Reihe von in einem reichlichen pseudo-Renaissance Dekor eingefügten mariäverehrenden Heiligen, darunter Dagobert, Kasimir, Theresa und François de Sales.

### Dekoration und Malereien
Ringsherum befinden sich Malereien sowie vielerlei Zierstreifen und verzierte Fensterrahmen:
Zuerst die großformatigen Wandgemälden von Martin Feuerstein: Der Künstler wurde 1856 in Barr (Elsass) geboren und war später Professor der Kunstakademie von München. Zumindest zehn der Wandgemälde, die im Chorraum und in den Apsidiolen vorkommen sind von ihm angefertigt, unter anderem die „Hochzeit von Cana“ und „Jesus wird im Tempel wieder gefunden“. Diese Werke wurden in einer Zeitspanne von zirka zwanzig Jahren ausgeführt.
In der Halbkuppel der nördlichen Apsis befindet sich ein Gemälde eines anderen elsässischen Künstlers, Rene Kuder, welches nach den Beschädigungen des Ersten Weltkriegs ausgeführt wurde. Unter den Gestalten, die Maria verehren, ist seine damals dreizehnjährige Tochter Marie-France zu erkennen.
Das Gemälde auf der linken Seite des Muttergottesaltars, das zur selben Zeit Schaden erlitten hatte, wurde 1926 von dem Straßburger Marcel Imbs restauriert. Es befindet sich gegenüber der „Mariä u. Josefs Verlobung“ von Feuerstein und stellt die Heilige Familie dar.
In die weiß marmorierte und mit Gold verzierte Täfelung des Chors, die durch eine Reihe von kannelierten Pilastern mit korinthischen Kapitellen gegliedert und von einem geschnitzten Aufsatz bekrönt ist, sind Platten mit Darstellungen der Kirchenväter eingelassen. Diese Gemälden sind teils älter (1840), teils neuzeitlich, aber nicht besonders bemerkenswert.
Die großen Gemälde in der Holzwand des Chors stammen wahrscheinlich aus dem frühen 18. Jahrhundert. Sie schildern die Lebensabschnitte der Heiligen Jungfrau.
An die Kopfwand des erwähnten Chors wurde um 1920 das fein verzierte, prachtvoll errichtete Retabel aus der Colmarer Werkstatt Klem aufgestellt. Das Gemälde des Altaraufsatzes, schon 1846 an Stelle gebracht, wurde damals von Henri Beltz aus dem benachbarten Soultz gemalt. Die Darstellung Mariä Himmelfahrts ist von einem Werk des Franzosen Nicolas Poussin stark inspiriert.

### Votivbilder

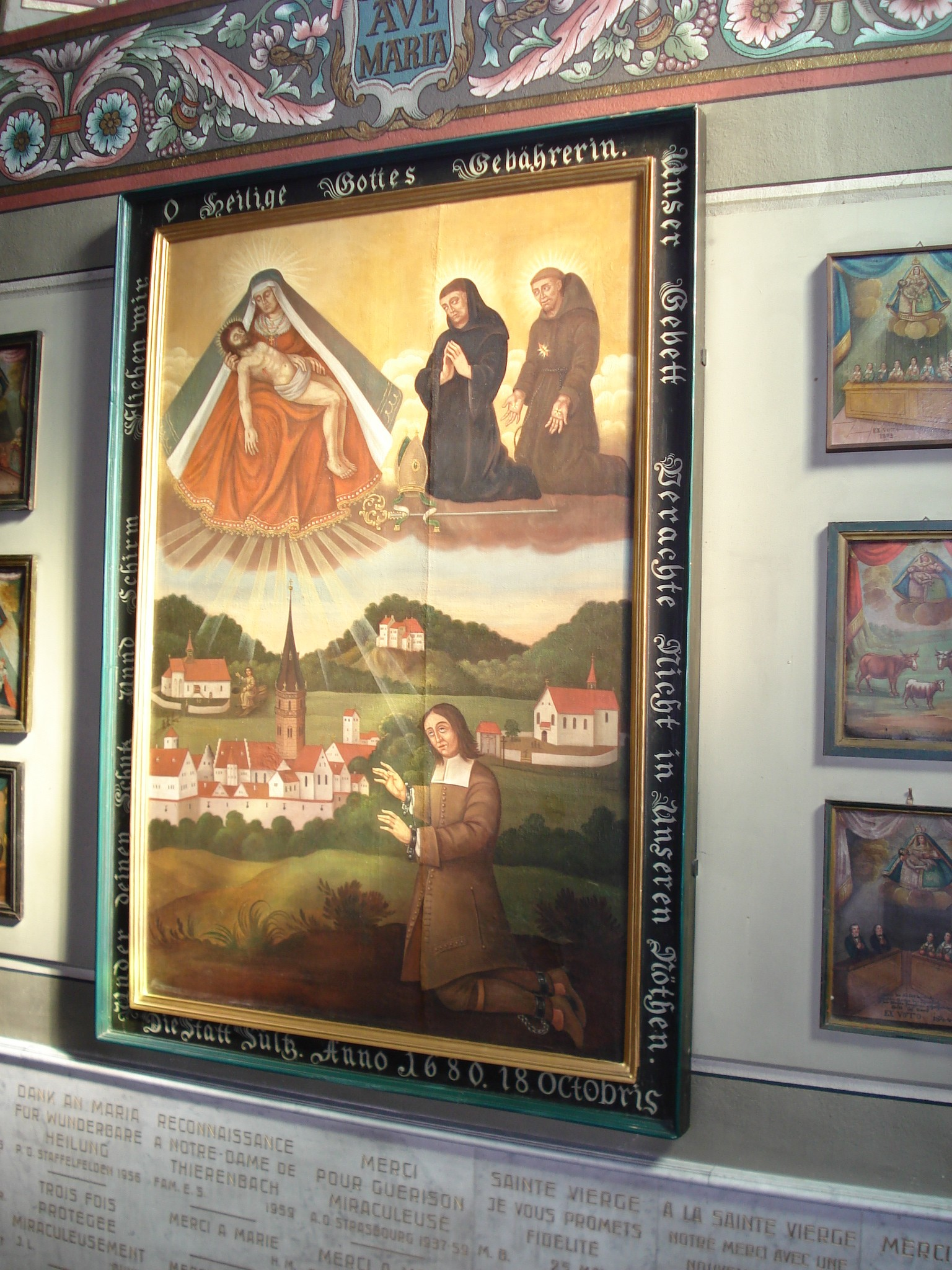
Das älteste Votivbild (1680)

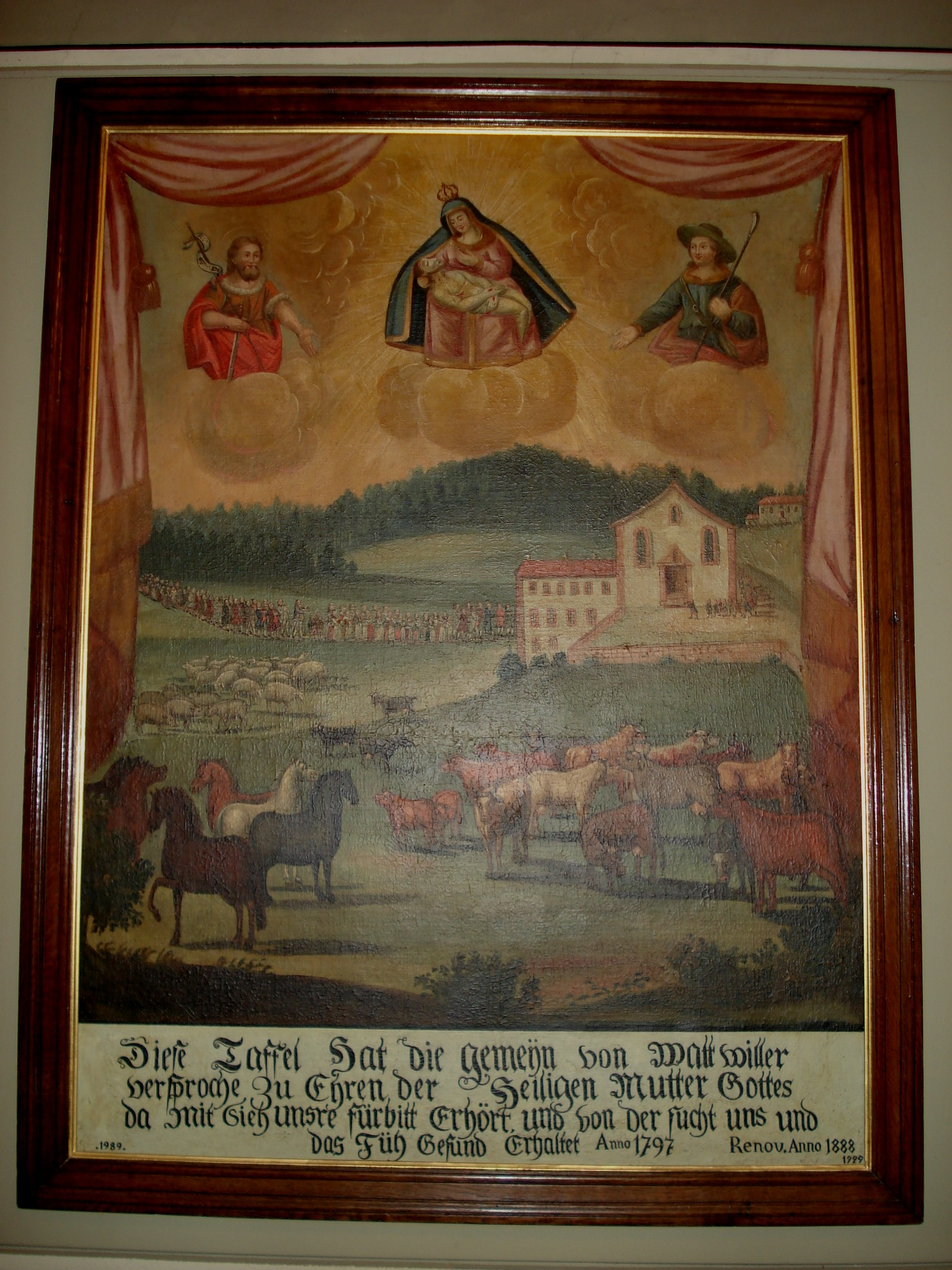
Das Votivbild der Gemeinde Wattwiller (1797): es wurde infolge eines Gelübdes der Einwohner angebracht

Die gemalten Votivbilder der Basilika bedecken in großer Anzahl eine erhebliche Wandfläche des Schiffs und zeugen von den eifrigen Gebeten der Pilger aus aller Zeit. Insgesamt finden sich 850 Gemälde, Bilder oder Abbildungen, Holz- oder Marmortafeln, Brautkränze und Metallherzen als Votivbilder. Die große Zahl der Gemälde (370) und die langdauernde Beibringungszeit ermöglichen die Erforschung der Entwicklungsgeschichte bezüglich des Inhalts, der Gestaltung und der Art.
Das erhaltene Gemälde ist eine große Tafel aus dem Jahr 1680, welche die wunderbare Genesung eines Kranken aus Sankt Pilt (Saint-Hippolyte) erzählt. Darauf ist die Festungsstadt Soultz im Vordergrund zu erkennen, sowie ihr Kapuzinerkloster auf der rechten Seite, die alte roman-gotische Pilgerkirche und das Schloss Schauenburg.
Die sehr sprechenden, wenngleich oft rührend naiven Votivbilder aus den Jahren 1795 bis ungefähr 1845, wurden im Wesentlichen von Ottmar Beltz angefertigt, dem Vater des Malers, von dem das Altarbild stammt.
Die meisten Gemälde zeigen die Erkrankung von Kindern oder Erwachsenen. Bilder, die sich auf Kleinkinder beziehen (glückliches Überstehen nach schwieriger Entbindung oder Säuglingskrankheit) kommen im 19. Jahrhundert häufig, in der neueren Geschichte aber weniger oft vor. Das Thema Gesundheitszustand des Viehs tritt ab 1850 völlig zurück. Die Kriegsereignisse hingegen haben während der Neuzeit einen beträchtigen Anteil. Thierenbach lag in unmittelbarer Nähe der Schlachtfelder des Ersten Weltkriegs (1914–1918) und nicht weit von den Orten, die 1940–1945 unter Bombenangriffen besonders gelitten haben. Bemerkenswert ist auch die große Anzahl der Bilder, die sich auf die elsässischen Zwangseingezogenen beziehen.
An der Südwand der Basilika hängen einige, bezüglich Größe und Qualität, bedeutendere Gemälde: Kreuzigungen aus verschiedenen Epochen, eine Darstellung des heiligen Ludwig und weitere Votivbilder, deren Ausbreitung sich in den Nebeneingang der Kirche bis zum ersten Stockwerk des Glockenturms hinausstreckt. In demselben Eingang sind die mit Gold gestickten Gewänder, welche die Jungfrau bei ihrer Krönungsfeier im Juli 1935 trug, in einem Glasgehäuse aufbewahrt.

### Ausstattung
Der blütenweiße, mit vergoldeten Bronzeverzierungen geschmückte Hoch-Altar, wurde von Josef Klem 1911 aus Carrara-Marmor gehauen. Die Chorstühle – oder „Formen“, wie man sie früher nannte – sind aus der Erbauungszeit im 18. Jahrhundert. Der Priorstuhl ist an seinem eleganten Seitendekor aus Holzschnitzerei zu erkennen und befinden sich neben dem Altar. In der Nähe, die zuerkennten Sonderzeichen der Basilika minor, nämlich den „ombrellino“ und das „tintinnabulum“.

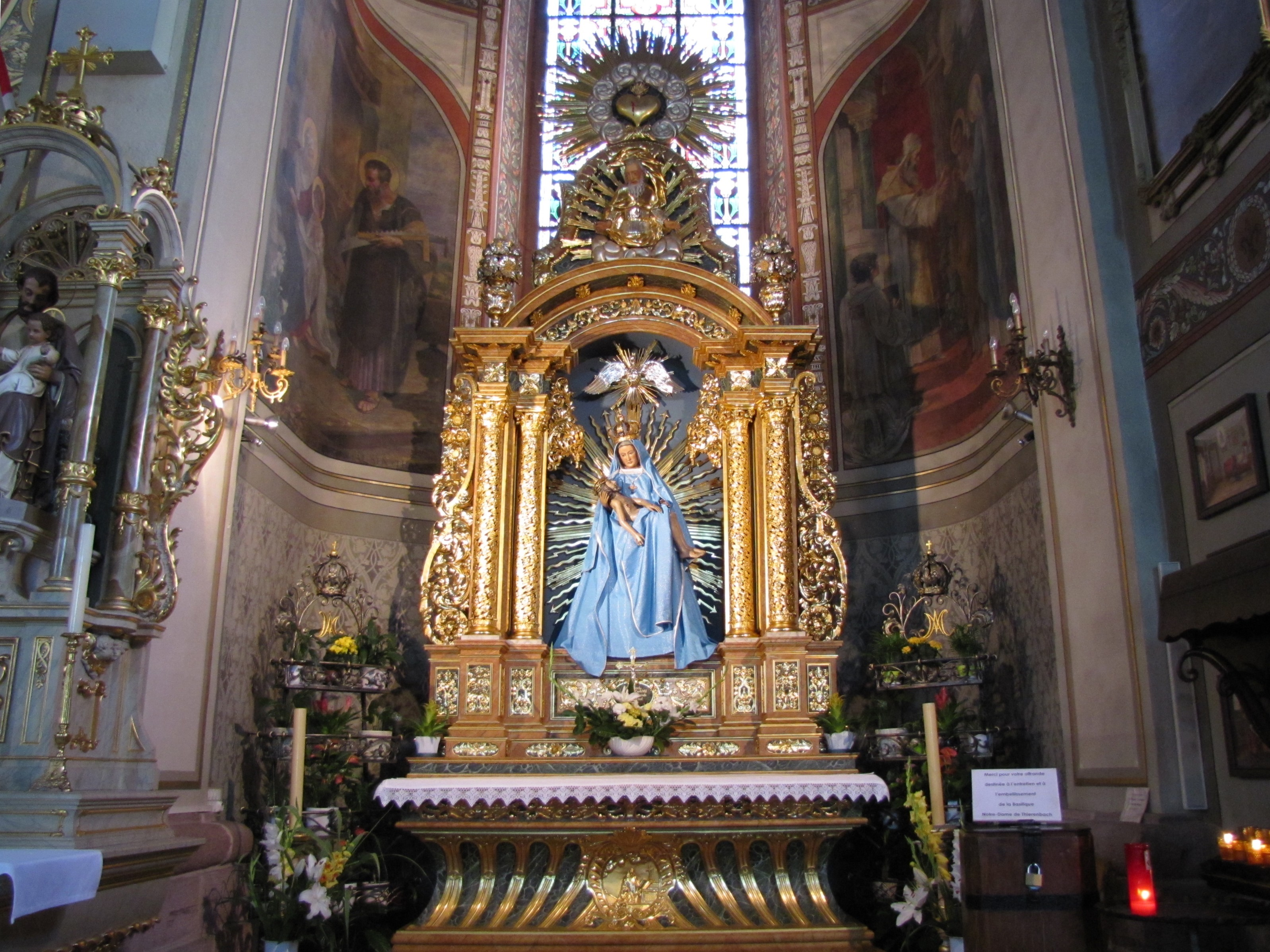
Altar der Wundertätigen Jungfrau

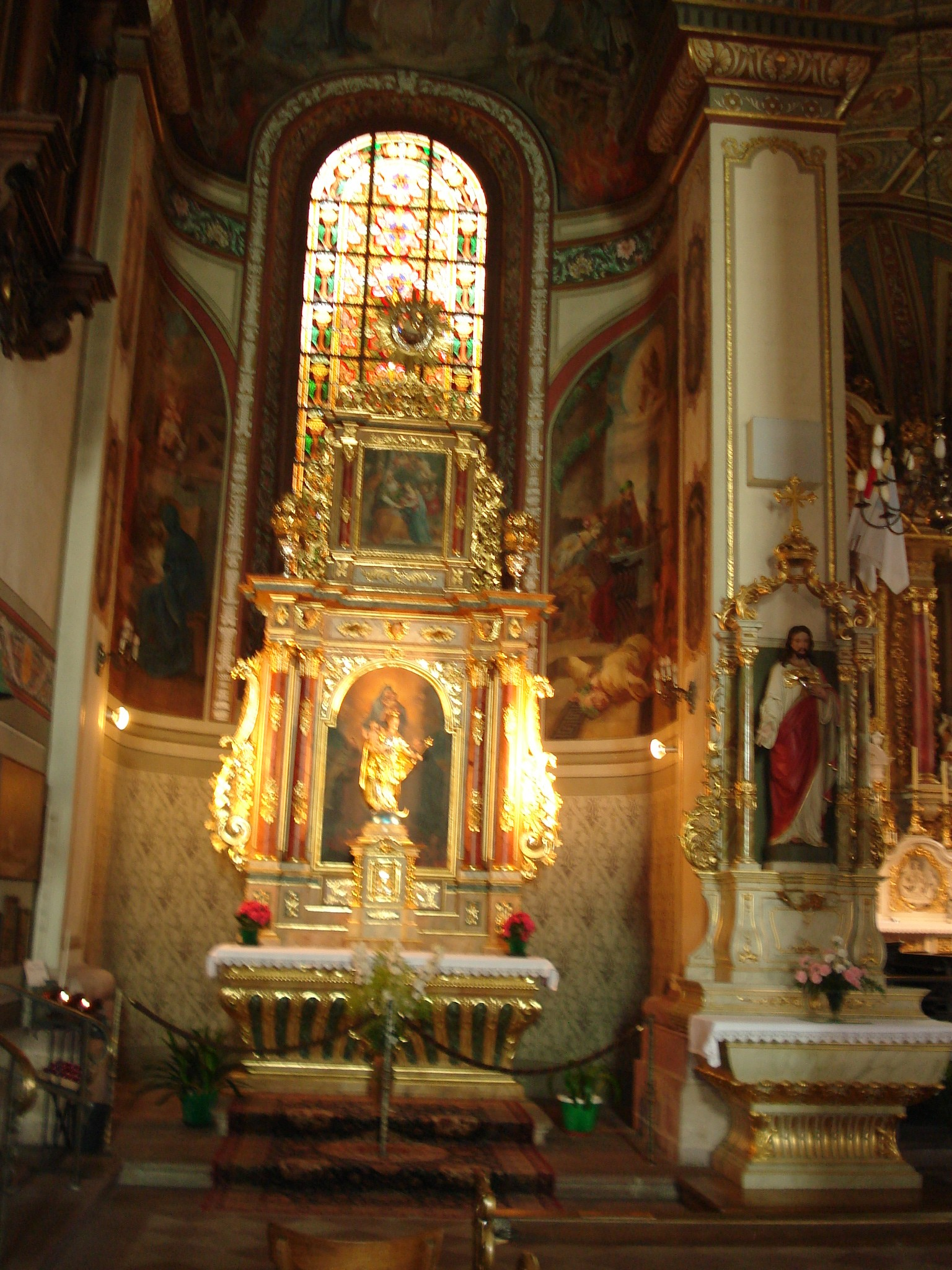
Südapsis: Altar und Dekor

Die Nordapsis beherbergt den Altar der wundertätigen Jungfrau. Obwohl er im Laufe der Zeit Änderungen erfuhr, ist er in fast ursprünglichem Zustand mit Vergoldung und Marmorimitation erhalten. Für die Darstellung der Pietà – der wundertätigen Jungfrau – ausgedacht, stehen vier mit durchbrochenem Blattdekor gezierten Säulen, die einen Bogenaufsatz tragen. Darüber erhebt sich ein Überbau mit Arabesken, aus welchem Gott Vater hervorsticht und über den Heiligen Geist hinaus – als silberne Taube dargestellt – seinen toten auf Marias Schoß liegenden Sohn segnet. Ein von einem Wolkenkranz umringtes Wundenherz strahlt über das Ensemble. Die Holzstatue der wundertätigen Jungfrau stammt vermutlich aus dem 13. Jahrhundert, wohingegen die des Gekreuzigten nach einem verschollenen Original nachgebildet und aufgestellt wurde.
Der Altar der Südapsis ist schlichter ausgeführt: Die zwei Altäre sind vermutlich von dem aus Guebwiller stammenden Jean-Antoine Werle angefertigt. Weniger ausgeschmückt als der Jungfrauenaltar, dient er als Rahmen für die Ausstellung zweier Gemälde. Das ältere (18. Jh.) ist eine Darstellung der Mutter mit dem Kind auf ihrem Schoß, Sankt Odilon und Sankt Simon Stock zu ihren Füßen kniend. Auf dem oberen Gemälde ist die heilige Anna in Begleitung von der jungen Maria und dem heiligen Joachims zu erkennen.
Die an die zwei Eingangspfeiler des Chors angelehnten Altäre sind jüngeren Datums. Sie tragen zwei Statuen: links, die Herz-Jesu-Figur (ein Terrakottawerk, ungefähr 1900), rechts, den sitzenden Sankt Josef mit Kind zur rechten Seite, ein Bildnis, das in einer Münchner Werkstatt vor 1870 hergestellt wurde. Eine holzgeschnitzte Kanzel umfasst eine Säule zur linken Seite inmitten des Schiffs. Sie ist marmorartig weiß bemalt, mit Laubfriesen und vergoldeten Akanthusblättern verziert. Eine Dorsaltäfelung, die mit dem vergoldeten Bildnis des Guten Hirten in Flachrelief geziert ist, verbindet die Kanzelwanne mit dem Schalldeckel, über dem eine Komposition aus Voluten und Gipfelstrauß hervorragt.
Die Wanne ruht auf dem Kopf eines lebensgroßen Atlanten, nämlich des mit seinem Eselskinnbacken drohenden Samson. Ursprünglich waren Darstellungen der vier Evangelisten auf den Geländerplatten der Zugangstreppe abgebildet.
Ein kleiner Antonius-Altar aus der Zwischenkriegszeit an der Hinterwand, eine Täfelung mit einer Tragkonsole, der die Statue der Heiligen Therese stützt, am hinteren Teil der Nordwand, sowie auch zwei antike, in der Südwand eingebaute Beichtstühle ergänzen das Mobiliar.
Der marmorartig bemalte, mit Gold geschmückte Altar am Choreingang, sowie der dazu passende Ambo sind Neufertigungen aus dem Jahre 1998. Ein vollständig vergoldetes Lesepult ergänzt das Ensemble aus Gestühl und Kredenz im Louis XIV-Stil, mit dem der Chor seit seiner Restaurierung in den 1920er Jahren ausgestattet wurde.

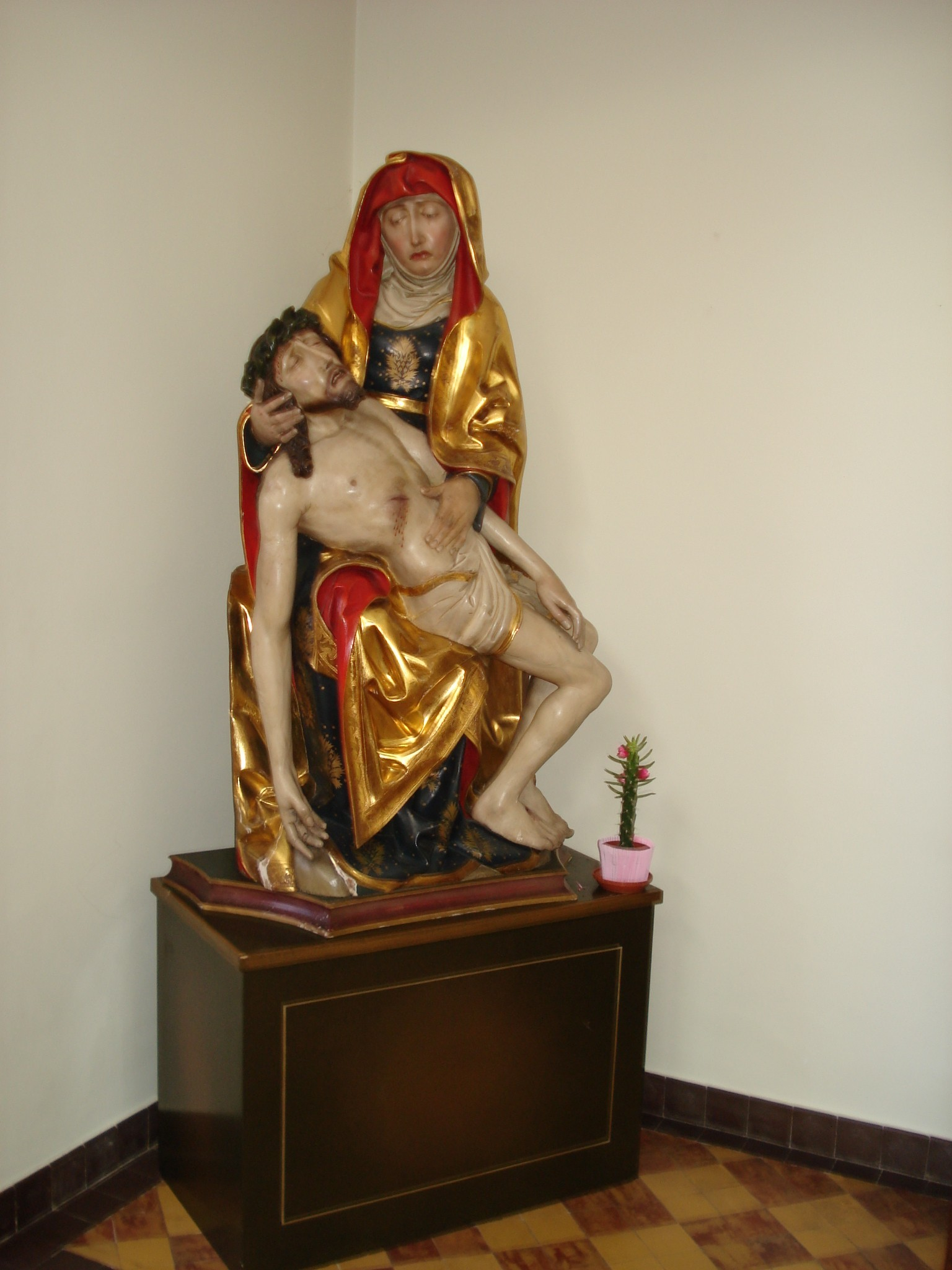
Pietà in der Kapelle des Guten Hirten

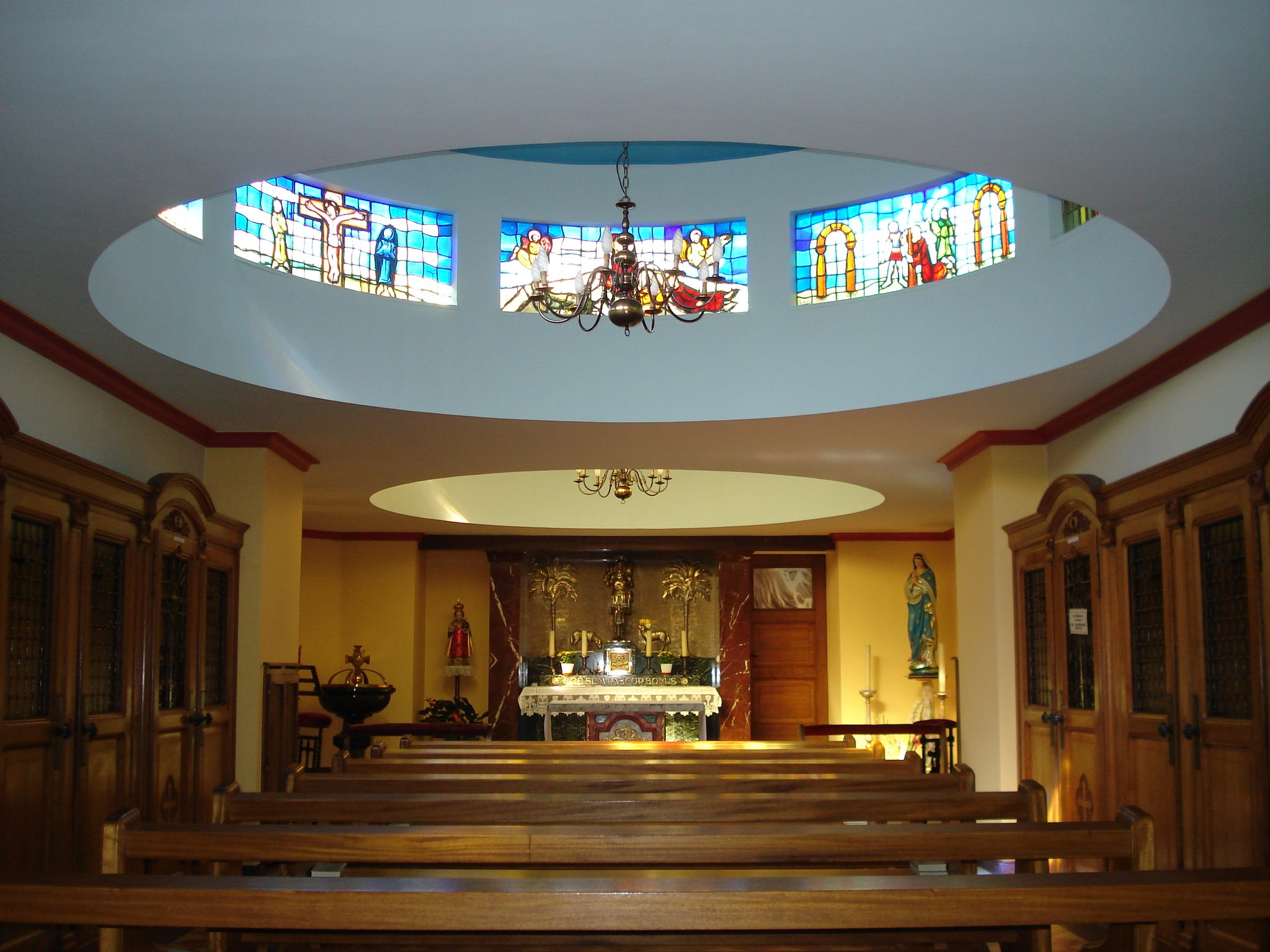
Kapelle des Guten Hirten

Unsere Liebe Frau von Thierenbach birgt hinter seinen Mauern mehrere Statuen:
Die bekannteste und älteste ist die Pietà – die „Mitleidige“, als „wundertätige Jungfrau“ bezeichnet; sie stammt wahrscheinlich aus dem 14. Jahrhundert. Sie befindet sich am größten Retabel der Kirche, auf dem Nordapsisaltar. Gegenüber der gewaltigen Kanzelstütze des Samson ist ein großer, bemalter, holzgeschnitzter, gekreuzigter Heiland aus dem 18. Jahrhundert angebracht.
Vier Konsolen auf der Innenseite der Schiffspfeiler tragen Statuen aus bemaltem und vergoldetem Holz. Sankt Benedikt, ein schwarzgekleideter Mönch mit fragendem Blick, steht gegenüber der Heiligen Margareta mit lauerndem Drachen zu ihren Füßen. Die Heilige Katharina, mit dem Rad ihres Martyriums, steht neben Sankta Barbara, den Kelch tragend. Diese Statuen gehörten schon seit dem 15. Jahrhundert zu dem vormaligen Heiligtum.
„Hier ruhen in Erwartung der Auferstehung“
Lautet eine in den Sandsteinboden des Hauptschiffs gehauene Inschrift. An dieser Stelle unter dem Bodenbelag befindet sich eine Gewölbe-Gruft mit enger Zugangstreppe. Sie ist in ihrer Mitte durch eine Trennwand in zwei Fächer aufgeteilt. Auf seiner Westseite bzw. Chorseite wurden einige namhafte geistliche der Priorei seit 1703 bestattet. Der Ostteil der Gruft beherbergt die Überreste von 5 oder 6 anderen Menschen, Laien.
Kapelle des Guten Hirten:
Zwei doppelflügelige Seitentüren führen durch die Südwand zur am Schiff angebauten Versöhnungskapelle, die an den beiden Wänden entlang mit Beichtstühlen ausgestattet ist. Sie war schon lange vorgeplant, aber das Projekt konnte nur nach dem Krieg 1939–1945 in Zusammenhang mit der Pilgergalerie ausgeführt werden. In diesem Raum befindet sich ein aus unterschiedlichen Glanzmarmoren verfertigtes Ensemble, das aus einem Altar und einem Taufstein besteht und mit schlichten Ornamentstücken aus polierter und patinierter Bronze geschmückt ist. Eine Pietà des aus dem frühen 16. Jahrhundert ergänzt die Ausstattung. Sie stammt auch wahrscheinlich aus der vormaligen Kirche und hat seine Goldauflage und seine Polychromie, die anscheinend aus den Anfangsjahren des 20. Jahrhunderts stammen, gut behalten.

### Fischer-&-Krämer-Orgel
Die dreimanualige Orgel mit hängender mechanischer Traktur und 36 „neuromantisch“ intonierten Registern wurde 1992 von der Orgelwerkstatt Fischer & Krämer erbaut; sie fügt sich nahtlos in die barocke Optik der Basilika ein.
Die Disposition des Hauptwerks und des Positivs ermöglicht auch barocke Mischungen wie z. B. Grand Jeu, Plein Jeu, Fonds, Basse de Cromorne, Tierce en taille.
Diese Register stehen meist im Schwellwerk.
Die französischen, italienischen, spanischen und deutschen Meister, besonders Johann Sebastian Bach, lassen sich klanglich gut gestalten. Das romantisch gefärbte Schwellwerk mit einer Reihe von Zungenpfeifen „à la Cavaillé-Coll“ ermöglicht sowohl das französisch-romantische Repertoire (Franck, Widor, Vierne) als auch das deutsche (Mendelssohn, Liszt, Reger).
Die ausgewogene Disposition und die volltönenden Mensuren ermöglichen ebenfalls die Gestaltung von zeitgenössischer Musik, wie z. B. Olivier Messiaen, Joseph Reveyron, sowie Improvisationen.
Ein ergonomisch optimaler Spieltisch mit perfekter Klaviatur sowie eine sinnvolle Anordnung der Registerzüge in Reichweite des Organisten sorgen für eine bequeme Spielposition als Voraussetzung für eine hochstehende Interpretation.

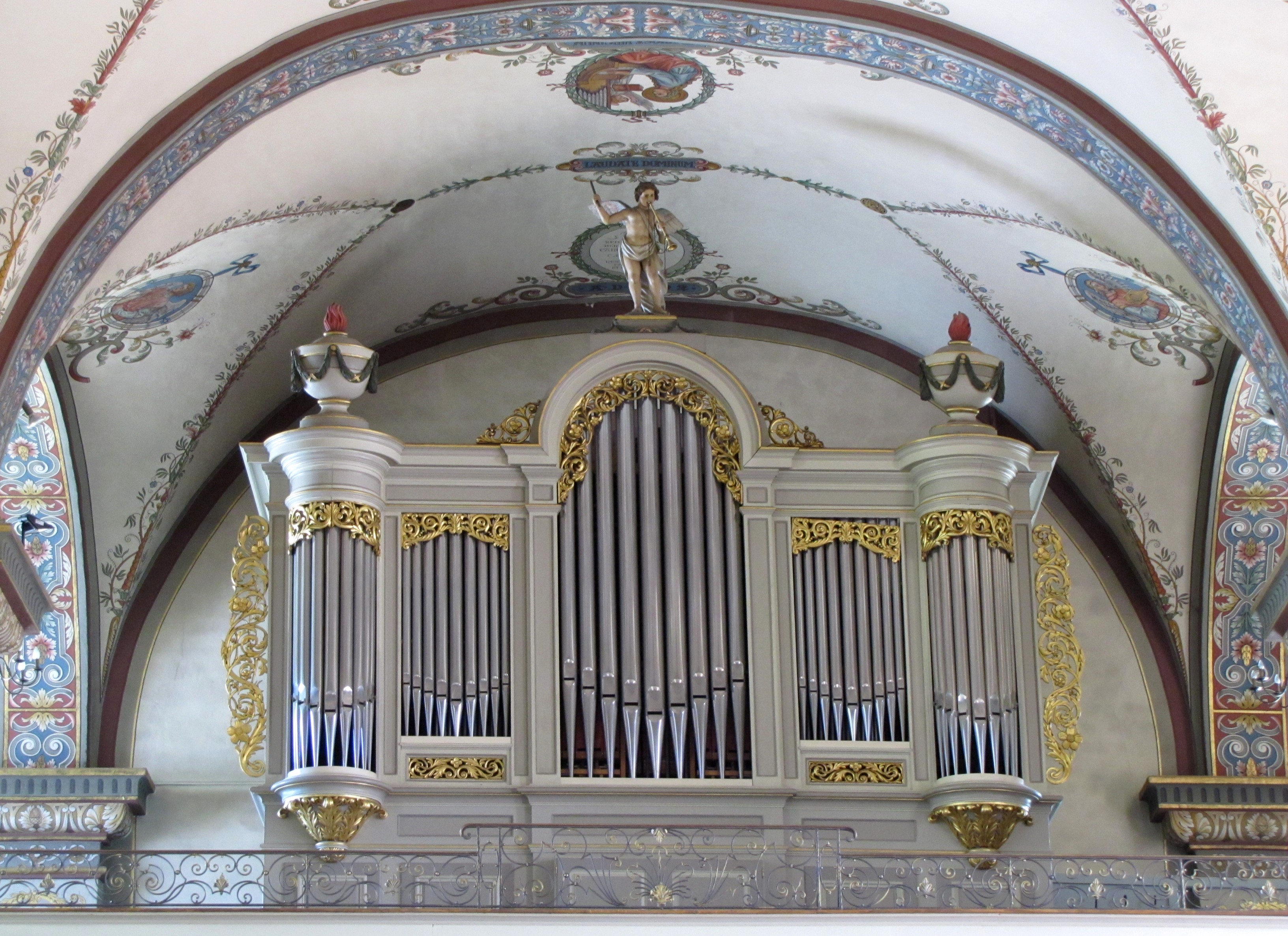
Empore mit der Orgel

Disposition (1992)
Mechanische Traktur – 36 Register
| I Hauptwerk C–g3 |      |
| Bourdon          | 16′  |
| Prinzipal        | 8′   |
| Bourdon          | 8′   |
| Praestant        | 4′   |
| Flûte octaviante | 4′   |
| Doublette        | 2′   |
| Kornett V        | 8′   |
| Mixtur IV        | 1/3′ |
| Trompete         | 8′   |
| Clairon          | 4′   |

| II Positiv C–g3 |      |
| Flöte           | 8′   |
| Rohrflöte       | 4′   |
| Doublette       | 2′   |
| Quint           | 1/3′ |
| Sesquialtera II | 2/3′ |
| Zimbel III      | 1′   |
| Krummhorn       | 8′   |

| III Schwellwerk C–g3 |       |
| Nachthorn            | 8′    |
| Dulcian              | 8′    |
| Vox coelestis        | 8′    |
| Praestant            | 4′    |
| Nasard               | 2/3′  |
| Flöte                | 2′    |
| Terz                 | 13/5′ |
| Mixtur IV            | 2′    |
| Fagott               | 16′   |
| Trompete             | 8′    |

| Pedal C–f1 |     |
| Prinzipal  | 16′ |
| Subbass    | 16′ |
| Octavbass  | 8′  |
| Flöte      | 8′  |
| Choralbass | 4′  |
| Trompete   | 16′ |
| Trompete   | 8′  |

## Glocken
Schon bevor die Kirche 1932 den heutigen Turm bekam, bestand in einem provisorischen hölzernen Turm ein Glockengeläut. Während des Ersten Weltkriegs wurden Glocken beschlagnahmt, die 1923 ersetzt wurden. Auch während des Zweiten Weltkriegs mussten Glocken für die deutsche Kriegswirtschaft abgeliefert werden. Das heutige siebenstimmige Glockengeläut hat folgende Zusammensetzung:
| Glocke | Name                      | Gussjahr | Gießer, Gussort            | Durchmesser | Gewicht | Schlagton |
| ------ | ------------------------- | -------- | -------------------------- | ----------- | ------- | --------- |
| 1      | Nicolas                   | 1931     | Causard, Colmar            | 1400 mm     | 1750 kg | d′        |
| 2      | Christ Prince De La Paix  | 1994     | Karlsruher Glockengießerei | 1265 mm     | 1137 kg | e′        |
| 3      | Joseph                    | 1946     | Causard, Colmar            | 1155 mm     | 0940 kg | f′        |
| 4      | Anne-Madeleine            | 1946     | Causard, Colmar            | 1040 mm     | 0725 kg | g′        |
| 5      | Antoine                   | 1946     | Causard, Colmar            | 0918 mm     | 0500 kg | a′        |
| 6      | Notre-Dame-De-L’Espérance | 1994     | Karlsruher Glockengießerei | 0782 mm     | 0302 kg | c″        |
| 7      | Splendeur-De-La-Vérité    | 1994     | Karlsruher Glockengießerei | 0690 mm     | 0207 kg | d″        |